# Mertila malayensis
Mertila malayensis är en insektsart som beskrevs av William Lucas Distant 1904. Mertila malayensis ingår i släktet Mertila och familjen ängsskinnbaggar. Inga underarter finns listade i Catalogue of Life.